# چودتس
چودتس (به لهستانی:  Czudec) یک روستا در لهستان است که در گمینا چودتس واقع شده‌است. چودتس ۲٬۹۰۰ نفر جمعیت دارد.